# Hugh McElhenny
Hugh Edward McElhenny (Los Angeles, 31 dicembre 1928 – Henderson, 17 giugno 2022) è stato un giocatore di football americano statunitense che ha giocato nel ruolo di running back nella National Football League (NFL). Al college ha giocato a football all’Università di Washington, venendo premiato come All-American. È stato inserito nella Pro Football Hall of Fame nel 1970.

## Carriera professionistica
McElhenny fu scelto come nono assoluto nel Draft NFL 1952 dai San Francisco 49ers, destando subito una notevole impressione nella sua annata da rookie. Fece registrare le più lunghe giocate stagionali della lega per corsa dalla linea di scrimmage (89 yard), ritorno su punt (94 yard) e yard medie per corsa (7,0 yard a portata), venendo premiato come rookie dell'anno. Rimase ai 49ers fino al 1960, venendo convocato per cinque Pro Bowl, prima di unirsi ai Minnesota Vikings nel 1961. Rimase coi Vikings anche nel 1962 prima di passare ai New York Giants nel 1963. Terminò la carriera giocando per una stagione coi Detroit Lions.
McElhenny guidagnò un totale di 11.375 yard totali in tredici anni di carriera. Fu soprannominato "The King" mentre faceva parte dei 49ers.

## Vittorie e premi
- (6) Pro Bowl (1952, 1953, 1956, 1957, 1958, 1961)
- (5) All-Pro (1952, 1953, 1954, 1956, 1957)
- Formazione ideale della NFL degli anni 1950
- Numero 39 ritirato dai San Francisco 49ers
- Pro Football Hall of Fame (classe del 1970)
- College Football Hall of Fame (classe del 1981)

## Statistiche
| Yard su corsa      | 5.281 |
| Touchdown su corsa | 38    |